# كليمنت العاشر
البابا كليمنت العاشر (باللاتينية: Clemens X) ـ (ولد في روما باسم إميليو بونافنتورا ألتييري (بالإيطالية: Emilio Bonaventura Altieri) في 13 يوليو 1590، وتوفي في 22 يوليو 1676) هو بابا الكنيسة الكاثوليكية في الفترة من 29 أبريل 1670 إلى وفاته سنة 1676.
تولى كرسي البابوية في الثمانين من عمره خلفًا للبابا كليمنت التاسع سنة 1670، بعد حصوله على أغلبية ساحقة من أصوات مجمع الكرادلة (59 صوتًا موافقًا مقابل صوتين معترضين)، وقد أبدى ألتييري ممانعته لهذا الانتخاب في البداية، متعللًا بكبر سنه، التي لن تمكنه من «حمل عبء كهذا» على حد قوله.
| سبقه كليمنت التاسع | باباوات الكنيسة الكاثوليكية 1670 - 1676 | تبعه إينوسنت الحادي عشر |